# Marja-Liisa Kirvesniemi
Marja-Liisa Kirvesniemi, també coneguda amb el nom de Marja-Liisa Hämäläinen, (Simpele, Finlàndia, 1955) és una esquiadora de fons finlandesa, ja retirada, que destacà a la dècada del 1980.

## Biografia
Va néixer el 10 de setembre de 1955 a la població de Simpele, situada a la província de Finlàndia del Sud. El 1984 es casà amb el també esquiador de fons Harri Kirvesniemi, del qual adoptà el cognom.

## Carrera esportiva
Va participar en els Jocs Olímpics d'Hivern de 1976 realitzats a Innsbruck (Àustria) en la prova dels 10 quilòmetres, on finalitzà Vint-i-dosena. En els Jocs Olímpics d'Hivern de 1980 realitzats a Lake Placid (Estats Units) participà en tres proves, finalitzant dinovena en els 5 km, divuitena en els 10 km i cinquena amb l'equip finlandès de relleus 4x5 quilòmetres. En els Jocs Olímpics d'Hivern de 1984 realitzats a Sarajevo (Iugoslàvia) aconseguí el seu major èxit en guanyar la medalla d'or en les proves de 5, 10 i 20 km a més d'aconseguir la medalla de bronze en la prova de relleus 4x5 quilòmetres amb l'equip finlandès. En els Jocs Olímpics d'Hivern de 1988 realitzats a Calgary (Canadà) aconseguí guanyar novament la medalla de bronze en la prova de relleus 4x5 quilòmetres, a més de finalitzar cinquena en la prova de 5 km, novena en la dels 10 km i onzena en els 20 quilòmetres. En els Jocs Olímpics d'Hivern de 1992 realitzats a Albertville (França) no tingué èxit, i la seva actuació més destacada fou el sisè lloc aconseguitnh en els 15 km i el quart lloc en els relleus 4x5 quilòmetres. Amb 38 anys participà en els Jocs Olímpics d'Hivern de 1994 realitzats a Lillehammer (Noruega), on aconseguí la medalla de bronze en les proves de 5 i 30 km, a més de finalitzar quarta en la prova de relleus 4x5 quilòmetres.
Al llarg de la seva carrera aconseguí vuit medalles en el Campionat del Món d'esquí nòrdic, destacant les tres medalles d'or en els 10 km. (1989) i els relleus 4x5 km. (1978 i 1989).